# Tétraphényldiphosphine
La tétraphényldiphosphine est un composé organophosphoré de formule chimique (C6H5)2P–P(C6H5)2. Il se présente sous la forme d'un solide blanc soluble dans les solvants apolaires. La molécule est centrosymétrique avec une liaison de 225,92 pm.
Elle peut être obtenue par réduction au sodium de la chlorodiphénylphosphine (C6H5)2PCl :
2 (C6H5)2PCl + 2 Na ⟶ (C6H5)2P–P(C6H5)2 + 2 NaCl.
Elle est utilisée comme source de groupes (C6H5)2P−.